# Баланівська сільська рада
| Баланівська сільська рада — орган місцевого самоврядування у Бершадському районі Вінницької області з адміністративним центрому у с. Баланівка. Сільраді були підпорядковані населені пункти: - с. Баланівка |

## Склад ради
Рада складалася з 20 депутатів та голови.

## Керівний склад сільської ради
| ПІБ                            | Основні відомості                                                                                     | Дата обрання | Дата звільнення |
| ------------------------------ | --- | ------------ | --------------- |
| Балан Анатолій Сергійович      | Сільський голова, 1975 року народження, освіта, член Народно-демократичної партії                     | 26.03.2006   | 31.10.2010      |
| Казміревський Віталій Алімович | Сільський голова, 1967 року народження, освіта вища, член Української республіканської партії «Собор» | 31.10.2010   |                 |

Примітка: таблиця складена за даними джерела